# 青山湖科技城站
青山湖科技城站是杭州地铁16号线的一个高架车站，位于中华人民共和国浙江省杭州市临安区青山湖街道科技大道西一路和西二路之间，沿科技大道中央绿化带东西向布置。

## 历史
- 2018年12月，车站主体结构完工
- 2019年3月25日，车站定名为青山湖科技城站。[1]
- 2020年4月23日，车站投入运营[2]。

## 车站结构
青山湖科技城站为高架岛式站台，二层为站厅层，三层为站台层，采用桥建合一的双柱混凝土框架结构，车站总长89米，总宽21.4米，站台宽度12米，总建筑面积4950平方米，在站台西侧设有一股单渡线。。车站顶部首次采用膜结构新型材料。

### 楼层分布
| 3层 |                    | █ 16号线 往九州街（八百里）                |  |  |
|     | 岛式站台，左侧开门 |                                            |  |  |
|     |                    | █ 16号线 往绿汀路（南峰）                  |  |  |
| 2层 | 站厅               | C、D出入口、自动售票机、客服中心、安检通道 |  |  |
| 1层 | 地面               | A、B出入口                                 |  |  |

## 出入口
青山湖科技城站共有4个出入口，其中B2出入口附近设有直梯与母婴室。
| 编号                                          | 出口标识     | 建议前往的目的地 |
| --------------------------------------------- | ------------ | ---------------- |
| A                                             | 科技大道北侧 |                  |
| B1                                            | 科技大道北侧 |                  |
| B2                                            | 科技大道北侧 |                  |
| C                                             | 科技大道南侧 |                  |
| D                                             | 科技大道南侧 | 灵鹤路           |
| 註： 设有卫生间 \| 设有无障碍设施 \| 设有电梯 |              |                  |

## 设计
青山湖科技城站设计以“银杏飘落”为主题。车站以银杏叶为主基调做内饰背景，给人以和谐、生命力及源远流长的文化沉淀感，代表着临安文化脉络。车站站台层顶部有银杏叶设计的装饰，站厅的站顶和立柱上亦装饰有银杏叶图样。
- 站厅
- 站台

## 车站周边
青山湖科技城站位于杭州城西科创大走廊中的青山湖科技城内。车站周边主要为教育科研、行政办公、工业区及居住用地，其中车站西侧为居住及商业用地，包括TOD商业综合体宝龙・旭辉城；东侧主要为教育科研用地。

## 接驳交通
- 杭州公交